# Daedalea moesta
Daedalea moesta är en svampart som först beskrevs av Károly Kalchbrenner, och fick sitt nu gällande namn av Rajchenb. 1986. Daedalea moesta ingår i släktet Daedalea och familjen Fomitopsidaceae.   Inga underarter finns listade i Catalogue of Life.